# Euvrilletta texana
Euvrilletta texana är en skalbaggsart som beskrevs av Van Dyke 1946. Euvrilletta texana ingår i släktet Euvrilletta och familjen trägnagare. Inga underarter finns listade i Catalogue of Life.